# Out Here on My Own (Irene Cara)
Out Here on My Own è una celebre canzone pop, scritta da Lesley Gore e da Michael Gore ed incisa originariamente da Irene Cara nel 1980 per la colonna sonora del film musicale, diretto da Alan Parker, Saranno famosi (Fame).
Molto nota è però anche la versione incisa da Nikka Costa l'anno seguente.

## Testo e melodia
Il testo parla di una persona che cerca di raggiungere il successo, ma si deve confrontare con sensazioni contrastanti, tra momenti di sconforto e sfiducia. E, soprattutto, deve affrontare le difficoltà da sola, senza il conforto della persona che ama, che è lontana. Ma quando si sente giù, le basta chiudere gli occhi per vedere il suo amore, a cui sussura "Sii forte per me" e "Dammi una mano".
Il brano è accompagnato da una melodia piuttosto malinconica.

## La versione originale di Irene Cara
Nel film Saranno Famosi, la canzone è eseguita al pianoforte da Irene Cara che interpreta il ruolo di un'allieva portoricana, Coco Hernandez.

Il brano si guadagnò una Nomination al Premio Oscar 1981 per la miglior canzone (premio andato a Fame, altro brano interpretato da Irene Cara nello stesso film) e fu scelto come Lato B del singolo Fame.
Il singolo, pubblicato dall'etichetta discografica RSO Records e prodotto da Michael Gore, raggiunse il 19º posto delle classifiche statunitensi.
| Classifica (1980) |                        | Posizione massima | Settimane in classifica |
| ----------------- | ---------------------- | ----------------- | ----------------------- |
| Stati Uniti       | Stati Uniti (bandiera) | 19                | —                       |

### Tracce
45 giri (versione 1)
1. Out Here On My Own 3:09
2. Out Here On My Own 3:09[9]

45 giri (versione 2)
1. Out Here On My Own - Irene Cara
2. Is It Okay If I Call You Mine? - Paul McCrane

## La cover di Nikka Costa
(Out Here) On My Own rappresentò per Nikka Costa, che nel 1981 aveva solamente nove anni, il singolo di debutto.

Il brano, inserito anche nell'eponimo album di debutto della cantante, fu riarrangiato dal padre Don Costa, che accompagnò la figlia alla chitarra.

### Storia
Nella primavera del 1981, quando Don Costa si trovava in Italia per una serie di concerti accompagnato dalla piccola Nikka, dopo un incontro con Danny B. Besquet e Tony Renis riuscì a procurare alla figlia un contratto discografico con la CGD.

Come singolo di debutto si decise di far incidere alla bambina una cover e la scelta cadde su un brano di successo, anche se poco conosciuto in Italia, Out Here On My Own, modificando il titolo con le parole "Out Here" tra parentesi.

### Successo e classifiche
Il 45 giri, prodotto dagli stessi Don Costa, Danny B. Besquet e Tony Renis e spinto da una notevole promozione, ottenne buoni piazzamenti nelle classifiche di vari paesi europei. In Italia diventò un tormentone estivo, rimanendo al primo posto in classifica per 14 settimane e risultando il singolo in assoluto più venduto tra il 1980 e il 1981.

### Video musicale
Nel videoclip compaiono Nikka e Don Costa mentre interpretano il brano; queste immagini si alternano a scene di vita familiare in cui si vede la piccola cantante assieme al suo gatto, tra i giocattoli o in piscina a nuotare.
- Video musicale ufficiale, su YouTube. URL consultato il 12 gennaio 2014.

### Staff artistico
- Nikka Costa - voce
- Don Costa - direttore d'orchestra, chitarra

## Altre cover
Tra i cantanti che hanno inciso o interpretato una cover del brano, figurano inoltre (in ordine alfabetico):
- Shirley Bassey (versione in spagnolo Así sola yo) nell'album La mujer del 1989[17]
- Mariah Carey nell'album The Rarities del 2020
- Cher - concerto del 1981 nella sua residency a Las Vegar Cher - A Celebration at Caesars Palace
- Sheena Easton nell'album Act I del 1986[18]
- Patrick Fiori con Tina Arena nell'album Les choses de la vie del 2008[19]
- Lesley Gore, autrice del pezzo, nell'album Ever Since del 2005[20]
- Isabel Granada nell'album omonimo del 1998[21]
- Pedro Iturralde, singolo del 1982[22]
- Vanessa Olivarez nel talent show American Idol[23]
- Fausto Papetti nella sua 32ª raccolta del 1981[24]
- UPA Dance nell'album omonimo; v. anche la sezione "Il brano nelle fiction"
- Vanessa nell'album I'm Here for You del 1995[25]
- Vultures nel 2003[26]

## Il brano nelle fiction
- Il brano è interpretato dal gruppo UPA Dance nella serie televisiva Paso adelante, dov'è interpretata dal personaggio di Lola (Beatriz Luengo)[senza fonte]
- Il brano è stato inserito nel terzo episodio della terza stagione della serie televisiva Glee, dove è interpretato dai personaggi di Rachel (Lea Michele) e Mercedes (Amber Riley)[27][28][29]

### Annotazioni
1. ↑  ovvero: "Qui fuori da sola"

### Fonti
1. 1 2 3 4 5 6 7 8 9 10 11   Recensione e storia del brano, su hitparadeitalia.it, Hit Parade Italia. URL consultato il 12 gennaio 2014.
2. ↑  Out Here on My Own - Lesley Gore | Listen, Appearances, Song Review | AllMusic
3. 1 2  cfr
4. 1 2  Swisscharts: Out Here On My Own - Irene Cara
5. ↑  Allmusic.com: Irene Cara
6. ↑  Academy Awards, USA (1981)
7. ↑  https://www.discogs.com/Irene-Cara-Fame-Out-Here-On-My-Own/release/575927
8. 1 2  https://www.discogs.com/Irene-Cara-Out-Here-On-My-Own/release/750193
9. ↑  Versione orchestrale diretta da Steve Margoshes (solo lato B)
10. ↑   archiviolastampa.it,  http://www.archiviolastampa.it/component/option,com_lastampa/task,search/mod,libera/action,viewer/Itemid,3/page,32/articleid,1438_02_1981_0339_0032_20571247/.
11. ↑   memoria.bn.br,  http://memoria.bn.br/DocReader/DocReaderMobile.aspx?bib=761672&pagfis=150322.
12. ↑   Copia archiviata, su infodisc.fr. URL consultato il 22 gennaio 2022 (archiviato dall'url originale il 23 novembre 2006).
13. ↑  (EN) MacKenzie Wilson, Biografia di Nikka Costa, su allmusic.com, AllMusic. URL consultato il 12 gennaio 2014.
14. ↑  (EN) Nikka Costa (album), su swisscharts.com, SwissCharts. URL consultato l'11 gennaio 2014.
15. ↑  (EN) Classifiche singolo e formati, su italiancharts.com, ItalianCharts. URL consultato l'11 marzo 2014.
16. ↑   Classifica vendite singoli 1981, su hitparadeitalia.it, Hit Parade Italia. URL consultato il 12 gennaio 2014.
17. ↑  Discogs: Shirley Bassey - La mujer
18. ↑  Discogs: Sheena Easton - Act I
19. ↑  Allmusic: Les choses de la vie
20. ↑  Allmusic: Ever Since Leslie Gore
21. ↑  Discogs: Isabel Granada - Out Here On My Own
22. ↑  https://www.discogs.com/Pedro-Iturralde-Hoy-No-Me-Puedo-Levantar-Out-Here-On-My-Own/release/3505307
23. ↑  California Dreaming, in: People, May 01, 2003
24. ↑  Discogs: Fausto Papetti - 32ª raccolta
25. ↑  Discogs: Vanessa - I'm Here For You
26. ↑  Discogs: Vultures / Finkelstein– Split
27. ↑   Rachel and Mercedes Perform "Out Here on My Own" in Glee Season 3, Episode 3: "Asian F", su wetpaint.com. URL consultato il 3 agosto 2012 (archiviato dall'url originale il 7 novembre 2012).
28. ↑  Swisscharts: Out Here On My Own - Glee Cast
29. ↑  (EN) Glee - Out Here On My Own, su AllMusic, All Media Network.